# 1015

## Události
- 12. září – bitva u Florennes
- Svatopluk I. se ujal po smrti svého otce Vladimíra I. vlády v Kyjevské Rusi
- slovanští osadníci zakládají tržiště, které se později rozvine v město Lipsko
- dánský král Knut Veliký vede invazi do Anglie
- Olaf II. Haraldsson se stává norským králem
- Pisánci vyhánějí Araby ze Sardinie

## Narození
- ? – Altman z Pasova, německý šlechtic a světec († 8. srpna 1091)
- ? – Harald III. Hardrada, král norský († 25. září 1066)
- ? – Michael V., byzantský císař († 24. srpna 1042)
- ? – Geoffroy I. Provensálský, provensálský hrabě († 1062)
- ? – Robert Guiscard, normanský válečník, vévoda z Kalábrie a Apulie († 17. července 1085)
- ? – Ondřej I., uherský král († 1060)

## Úmrtí
- 15. července – Vladimír I. Svatý, kyjevský kníže (* 958 – 960)
- 24. července – Boris Vladimirovič, rostovský kníže a první ruský svatý (* okolo 986)
- 9. září – Gleb Vladimirovič, rostovský kníže a druhý ruský svatý (* okolo 987)
- 12. září – Lambert I., hrabě z Lovaně (* cca 950)
- ? – Frozza Orseolo, rakouská markraběnka z rodu Orseolů († 17. února 1071)

## Hlavy států
- České knížectví – Oldřich
- Svatá říše římská – Jindřich II.
- Papež – Benedikt VIII.
- Anglické království – Ethelred II.
- Francouzské království – Robert II.
- Polské knížectví – Boleslav I. Chrabrý
- Uherské království – Štěpán I.
- Byzanc – Basileios II. Bulgaroktonos
- Bulharsko – Samuel
- Chorvatsko – Křesimír III.
- Afghánistán – Mahmúd
- Čína – Šeng-cung (dynastie Liao), Čen-cung (dynastie Severní Sung)
- Lucembursko – Jindřich I.
- Gruzie – Bagrad III. Sjednotitel